# Каскад Свирских ГЭС

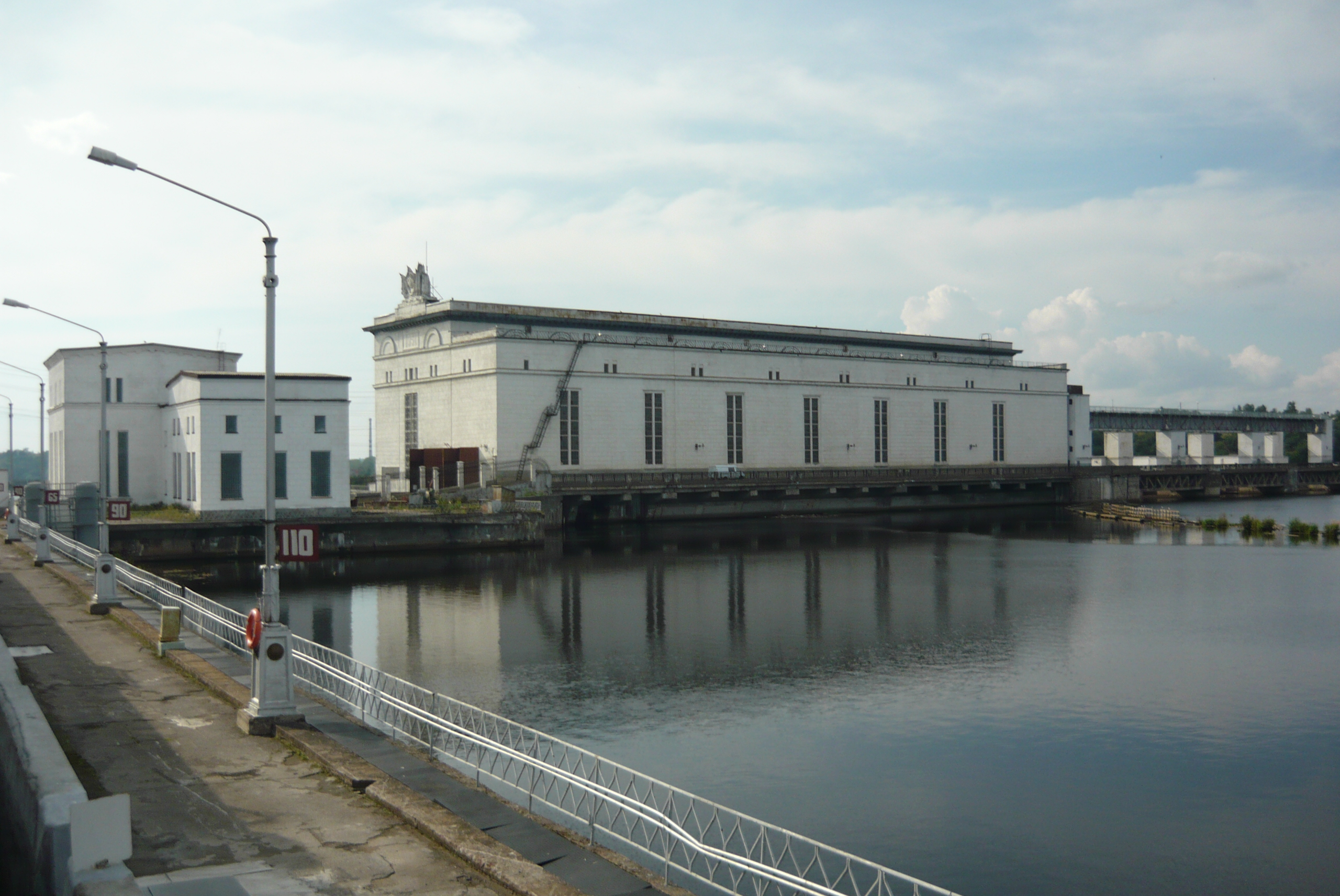
Крупнейшая электростанция каскада — Верхне-Свирская ГЭС

Каскад Свирских ГЭС — комплекс электростанций на реке Свирь.
Включает в себя две электростанции: Верхне-Свирскую ГЭС и Нижне-Свирскую ГЭС.

## Общие сведения
Разработка возможностей гидроэнергетического освоения Свири возникла ещё в дореволюционные годы. Первый проект был создан в 1916 году инженером В. Д. Никольским. Каскад Свирских ГЭС был сформирован в 1951 году вместе с вводом в эксплуатацию первого гидроагрегата Верхне-Свирской ГЭС.
Из-за того, что гидроэлектростанции оказывают взаимное влияние на водохранилища друг друга, на Онежское и Ладожское озёра, в апреле 1955 года для каскада было введено общее управление, за счёт чего обеспечивается выполнение следующих задач предприятием:
- генерация электроэнергии;
- обеспечение судоходства по реке Свирь;
- пропуск воды во время половодья.

С 2005 года гидроэлектростанции находятся под управлением ТГК-1. Организационно входят в Невский филиал компании, структурное подразделение Каскад Ладожских ГЭС, включающий также Волховскую ГЭС.